# James L. Reveal
James Lauritz Reveal (ur. 29 marca 1941 w Reno, zm. 1 września 2015 w Ithace) – amerykański botanik, systematyk roślin, emerytowany profesor Uniwersytetu w Maryland. Autor kilkuset publikacji z zakresu taksonomii roślin, flory Ameryki Północnej oraz historii odkryć botanicznych w Ameryce Północnej. Do jego najbardziej znanych osiągnięć należą:
- opracowanie szczegółowego zestawienia nazw ponadrodzajowych roślin naczyniowych (Indices Nominum Supragenericorum Plantarum Vascularium)
- opracowanie systemu klasyfikacji roślin okrytonasiennych (system Reveala),
- współtworzenie systemu APG II klasyfikacji roślin okrytonasiennych,

Był członkiem Angiosperm Phylogeny Group (APG).
Opisane przez niego taksony mają dołączony skrót Reveal.

## Ważniejsze publikacje
- Reveal J. L.: Reveal System of Classification. [w:] PBIO 250 Lecture Notes: Plant Taxonomy [on-line]. Department of Plant Biology, University of Maryland, 1999. [dostęp 2006-07-24]. (ang.).
- Reveal J. L.: Indices Nominum Supragenericorum Plantarum Vascularium. Alphabetical Listing by Genera of Validly Published Suprageneric Names. University of Maryland, 2003. [dostęp 2006-07-23]. (ang.).
- Angiosperm Phylogeny Group. 2003. An update of the Angiosperm Phylogeny Group classification for the orders and families of flowering plants: APG II. Botanical Journal of the Linnean Society 141: 399-436. Dostępny online: Abstract | Pełny tekst (HTML) | Pełny tekst (PDF)). (ang.)
- Thorne, R. F. & J. L. Reveal: An updated classification of the class Magnoliophyta ("Angiospermae"). Bot. Rev. 73: 67-181, 2007. (ang.).